# Dojrantsi
Dojrantsi (bulgariska: Дойранци) är ett distrikt i Bulgarien.   Det ligger i kommunen Obsjtina Kaolinovo och regionen Sjumen, i den centrala delen av landet, 190 km sydost om huvudstaden Sofia.
I omgivningarna runt Dojrantsi växer i huvudsak blandskog. Runt Dojrantsi är det ganska tätbefolkat, med 54 invånare per kvadratkilometer.